# Континентальный конгресс
Континентальный конгресс (англ. Continental Congress) — съезды делегатов 13 колоний, которые стали руководящим органом Соединённых Штатов на период Американской революции.

## Формации
- Первый Континентальный конгресс прошёл в Филадельфии в 1774 году. Присутствовало 56 делегатов из 12 будущих штатов. Они организовали экономический бойкот Великобритании, однако о разрыве отношений пока не говорилось.

- Второй Континентальный конгресс также прошёл в Филадельфии в 1775 году. Его итогом стало начало войны за независимость. Решениями данного Конгресса была сформирована Континентальная армия, а через год принята Декларация независимости США.

- После обретения независимости орган был преобразован в Конгресс Конфедерации, который созывался в 1781—1789 годы. После того, как Штаты сформировали свою Конституцию, был создан Конгресс США.